# Carlos María Galli
Carlos María Galli (Buenos Aires, 1957) è un presbitero e teologo argentino.

## Biografia
Galli si è laureato in teologia alla Pontificia università cattolica argentina e nel 1981 è stato ordinato prete. Dopo avere conseguito nel 1993 il dottorato in teologia nella Pontificia università cattolica argentina, è diventato professore ordinario di teologia dogmatica nella stessa università. Dal 1998 al 2007 è stato presidente della Sociedad Argentina de Teología. Nel 2007 è stato nominato da papa Benedetto XVI perito teologico della Conferenza di Aparecida. Nel 2014 è stato nominato da papa Francesco membro della Commissione teologica internazionale. Nel 2017 è stato eletto decano della facoltà di teologia della Pontificia università cattolica argentina. Galli è consigliere teologico del Consejo Episcopal Latinoamericano (CELAM) e socio corrispondente dall'Argentina della Pontificia accademia di teologia. Galli ha pubblicato più di 200 articoli e diversi volumi come autore o coautore.

## Libri principali
- Con Victor M. Fernandez e Fernando J. Ortega (coautori), La fiesta del pensar: homenaje a Eduardo Biancesco, Iniversidad Catolica Argentina, 2003
- Con Secundino Movilla Lopez (coautore), Fe y Piedad popular, Centre de Pastoral Liturgica, 2006
- Jesucristo: camino a la dignidad y la comunion, Agape Libros, 2010
- Dios vive en la ciudad: Hacia una nueva pastoral urbana, Herder Editorial, 2014 (in italiano: Dio vive in città-Verso una nuova pastorale urbana, Libreria Editrice Vaticana, 2014)
- Con Antonio Spadaro (coautore), La reforma y las reformas de la iglesia, Editorial Sal Terrae, 2016 (in italiano: La riforma e le riforme nella Chiesa, Queriniana, 2017)
- Cristo, Maria, la Chiesa e i popoli: la mariologia di papa Francesco, Libreria Editrice Vaticana, 2017